# Nivaldo Manoel
 Nivaldo Manoel de Sousa  (João Pessoa, 3 de outubro de 1945 — João Pessoa, 16 de junho de 2020) foi um advogado e político brasileiro. Foi deputado estadual pelo estado da Paraíba.

## Biografia
Natural de João Pessoa, era graduado em direito. Foi vereador de João Pessoa de 1988 até 1992. Em 2003 foi eleito deputado estadual, sendo reeleito nas duas legislaturas seguintes.

## Morte
Morreu no dia 16 de junho de 2020, aos 74 anos em decorrência de um câncer no pâncreas.